# Mafic
Trong địa chất học, các khoáng chất và đá mafic là các khoáng chất silicat, macma, đá lửa do núi lửa phun trào hoặc xâm nhập có tỷ lệ các nguyên tố hóa học nặng khá cao. Thuật ngữ này là tổ hợp của magnesium và ferrum, hai từ trong tiếng Latinh để chỉ magiê [ma(gnesium) + và sắt f(errum) + ic] . Dù có tên như vậy, macma mafic cũng khá giàu calci và natri.
Các khoáng chất mafic thông thường sẫm màu và có tỷ trọng riêng lớn hơn 3,0. Các loại khoáng chất mafic tạo đá thông dụng là olivin, pyroxen, amphibol, biotit và các mica, augit cũng như plagiocla thuộc nhóm fenspat giàu calci.Các loại đá mafic thông dụng bao gồm bazan và gabbro.
Trong thuật ngữ hóa học, các loại đá mafic nằm ở mặt khác của phổ đá so với các loại đá được gọi là đá felsic. Thuật ngữ này tương ứng gần đúng với lớp đá cơ bản cũ hơn.
Dung nham mafic, trước khi nguội đi, có độ nhớt thấp hơn của dung nham felsic do hàm lượng silica (SiO2) ít hơn. Nước và các chất dễ bay hơi khác có thể dễ dàng hơn và dần dần thoát ra khỏi dung nham mafic, vì thế các phun trào của núi lửa tạo ra dung nham mafic là ít dữ dội hơn so với phun trào dung nham felsic. Phần lớn các núi lửa phun dung nham mafic là các núi lửa dưới đại dương, chẳng hạn Hawaii.
| Kết cấu đá                     | Tên gọi của đá mafic             |
| ------------------------------ | -------------------------------- |
| Pecmatit                       | Gabbro pecmatit                  |
| Hạt thô (phanerit)             | Gabbro                           |
| Hạt thô và pocfia              | Gabbro pocfia                    |
| Hạt mịn (aphanit)              | Bazan                            |
| Hạt mịn và pocfia              | Bazan pocfia                     |
| Do nham tầng núi lửa tạo thành | Bazan tufo hay breccia           |
| Kết cấu có lỗ hổng             | Bazan chứa lỗ hổng               |
| Hạch hạnh                      | Bazan hạch                       |
| Nhiều lỗ hổng                  | Scoria                           |
| Kết cấu thủy tinh              | Tachylyt, Sideromelan, Palagonit |